# Jeżyna gruczołowata
Jeżyna gruczołowata (Rubus hirtus) – gatunek rośliny wieloletniej z rodziny różowatych (Rosaceae). Występuje na obszarze południowej i środkowej Europy oraz w regionie Kaukazu. W Polsce spotykana głównie w Karpatach i Sudetach, na pogórzu i niższych położeniach górskich oraz na wyżynach. Roślina bardzo zmienna, obejmuje wiele, trudnych do rozróżnienia podgatunków.

## Morfologia

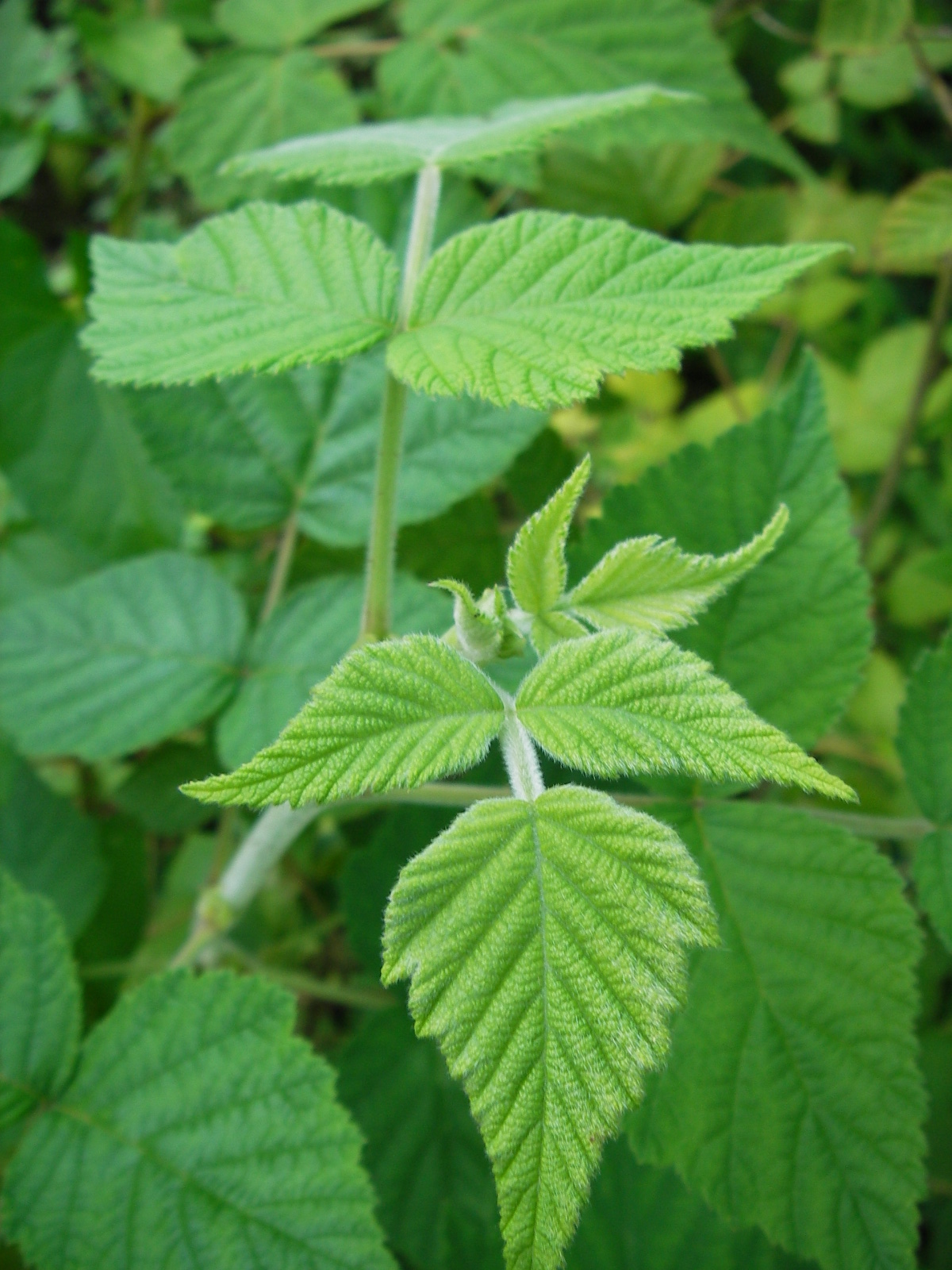
Szczyt pędu

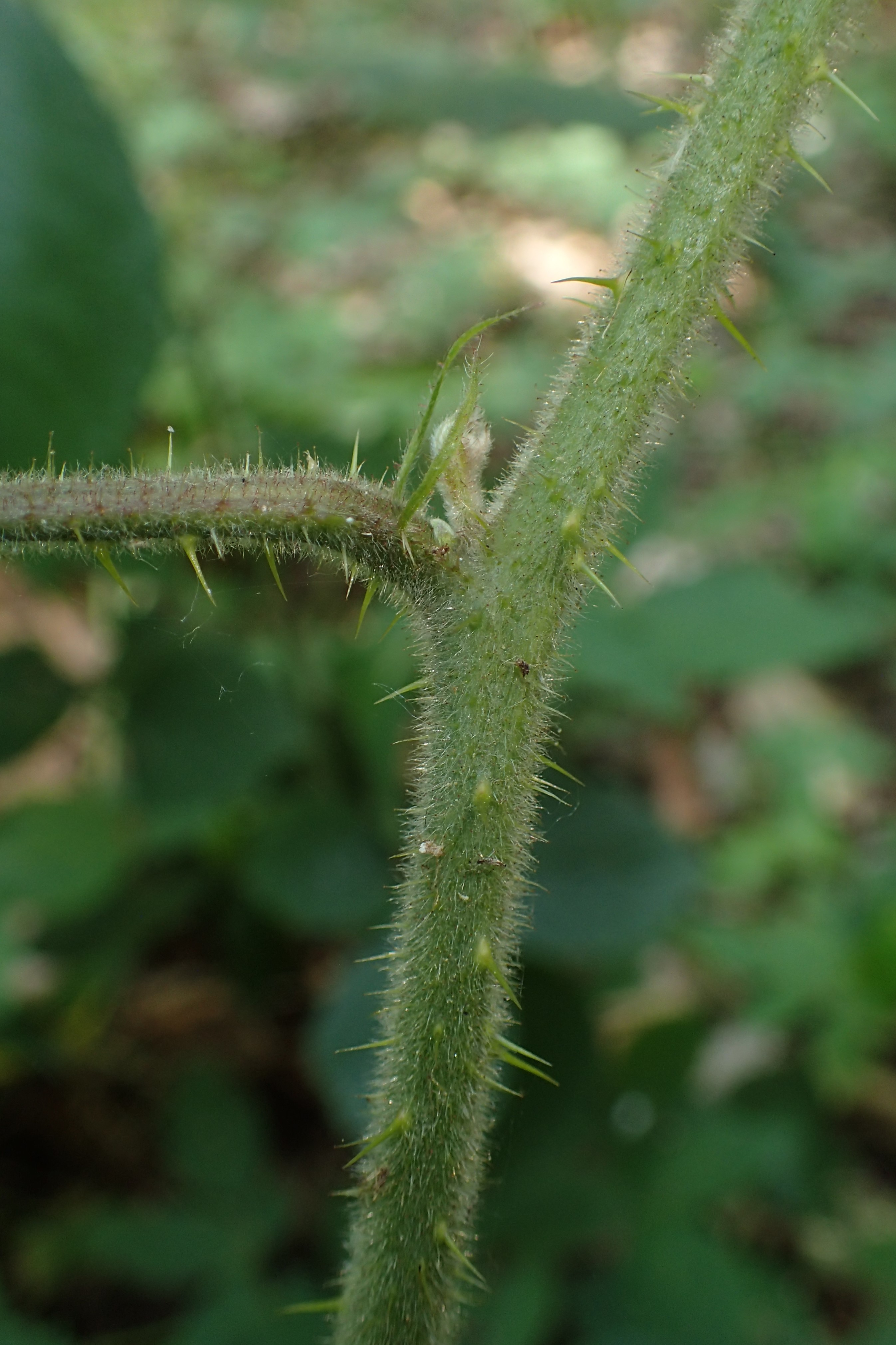
Łodyga i przylistki

PokrójPłożący krzew kolczasty o wysokości do 2 m, o pędach płonnych wiotkich, zwykle pokładających się, nieznacznie owłosionych lub nagich, często czerwono nabiegłych, gęsto szczeciniastokolczastych i bardzo gęsto ogruczolonych. Kolce zmienne, igłowate, długie nieco zakrzywione płynnie przechodzące w ciemno zabarwione gruczoły na długich trzoneczkach.
LiścieLiście często zimujące, trójlistkowe. Nieparzysto-pierzastozłożone. Listki spodem miękko owłosione, ostro nierówno piłkowane, młode liście są sfałdowane wzdłuż wiązek przewodzących. Listek szczytowy najczęściej sercowaty, dolna para listków siedząca lub prawie siedząca.
KwiatyPromieniste, apokarpiczne (wielosłupkowe) o wąskich płatkach koloru białego. Kwiatostan z kolcami i gruczołami. Działki zamknięte wokół owocostanu szarozielone z licznymi gruczołami.
OwoceOwoc pozorny złożony z kilku pestkowców, wewnątrz wypełnione rozrośniętym dnem kwiatowym. Owoce opadają bez dna kwiatowego. Owoce jadalne smaczne, barwy od ciemnofioletowej do czarnej. Kielich na owocu odchylony.

## Biologia i ekologia
Nanofanerofit. Występuje w zbiorowiskach leśnych, na ich obrzeżach i na zrębach. Rośnie na glebach bielicowych i brunatnych w borach mieszanych. Kwitnie lipiec-sierpień, a owocuje w miesiącach wrzesień-październik. 

## Zastosowanie
Roślina lecznicza. Ma podobne własności lecznicze, jak większość jeżyn.
- Surowiec zielarski: Jako surowiec zielarski wykorzystuje się liście i owoce. Liście zawierają garbniki, flawonoidy, kwasy organiczne i witaminę C.
- Działanie. W medycynie ludowej liście wykorzystywano jako środek ściągający i przeciwbiegunkowy. Suszone owoce wykorzystuje się w stanach podgorączkowych podobnie jak owoce malin.

## Zmienność
Tworzy mieszańce z licznymi gatunkami jeżyn.